# Rhadinopasa hornimani
Rhadinopasa hornimani is een vlinder uit de familie van de pijlstaarten (Sphingidae). De wetenschappelijke naam van de soort werd in 1880 gepubliceerd door Herbert Druce.